# Nicolas II Brûlart de Crosne
Nicolas II Brûlart de Crosne (mort le 12 ou 14 novembre 1597) est un chevalier, conseiller du Roi, maître des requêtes et abbé commendataire français.

## Biographie
Nicolas Brûlart de Crosne est le quatrième enfant de Noël Brûlart de La Borde, chevalier, seigneur de Crosne, Chapet et La Borde, conseiller du Roi, Procureur Général au Parlement de Paris, garde de la Prévôté de Paris, et de son épouse Isabeau Bourdin, fille de Jacques Bourdin Contrôleur général des Finances et Touraine, et de Catherine Brinon.
Il a trois aînées, Anne et Catherine, religieuse à l'abbaye de Montmartre et Marie, également religieuse, au prieuré royal Saint-Louis de Poissy
Il est suivi par:
- Denis Ier Brûlart de La Borde (1532-1611), chevalier, baron de La Borde et Sombernon, seigneur de Fontenay et Mimande, conseiller du Roi (1563), conseiller au Parlement de Paris (1570), premier Président du parlement de Dijon (1570-1610), époux de Madeleine Hennequin dont postérité
- Jacques Brûlart de Crosne, abbé de l'abbaye Saint-Jean de Mélinais, à Clefs, dans le Maine-et-Loire[Notes 1]
- Pierre Brûlart de Genlis (1535-1608), dit le "Capitaine de Crosne", chevalier seigneur et baron de Crosne, de Genlis dont il  est le fondateur de la branche, d'Abbécourt (1589), Daillecourt par échange, et Chapet (1594), puis Triel (1574). Conseiller et secrétaire du Roi Charles IX, Secrétaire d'État, Secrétaire de Ses Commandements et de ceux de la Reine Catherine de Médicis, Trésorier de l'Ordre du Saint-Esprit, époux de Madeleine Chevalier dont postérité.
- Marguerite Brûlart (1530-?), épouse de  Louis Alleaune, seigneur de Verneuil, Lieutenant-général au Châtelet puis au Présidial d'Orléans
- Ambroise Brûlart, épouse Raoul Avrillot, seigneur de Champlâtreux, conseiller au Parlement de Paris
- Madeleine Brûlart, épouse Thierry Cauchon, seigneur de Condé, avocat au Parlement de Paris
- Jehanne Brûlart, épouse Jehan  Gauchery, seigneur de Grand-Champ, conseiller, notaire et secrétaire du Roi et de Ses Finances.

Il n'est pas marié, et meurt sans descendance. Il laisse l'abbaye de Joyenval à son neveu Charles Ier Brûlart de Genlis dit Léon, second fils de son frère Pierre Brûlart de Genlis.

## Armoiries

Armes de la famille Brûlart : De gueules, à la bande d'or, chargée d'une traînée de sable, accompagnée de cinq barillets du même.